# Servante
Eine Servante (franz.: „Dienerin“) ist ein Ablagebehältnis, welches als Zauberrequisit verwendet wird. Es wird zum Verstauen von Gegenständen und Hilfsmitteln eingesetzt. Auch kann eine Servante, so sie unter dem Tisch den Blicken des Zuschauers entzogen ist, zum „Erscheinenlassen“ oder „Verschwindenlassen“ von Gegenständen genutzt werden.
In der Gastronomie werden auch Beistelltische und Servierwagen für Speisen und Esszubehör als Servante bezeichnet.